# Krigshögskolan (Finland)
Krigshögskolan var förr den finländska försvarsmaktens utbildningsanstalt för högre befäls- och stabspersonal i Helsingfors. 
Krigshögskolan var verksam från 1924 till 1993, då den sammanslogs med Kadettskolan och bildade den nuvarande Försvarshögskolan.